# Akumulacijsko jezero
Akumulacijsko jezero je umetno jezero, v katerem se nabira voda.
Akumulacijsko jezero nastane tako, da se z jezom pregradi (zajezi) odtekajočo vodo reke in njenih pritokov. Voda se začne nabirati v dolini za visokim jezom.
Tako nastalo jezero se primarno uporablja za pogon akumulacijske elektrarne in melioracijo ali namakanje kmetijskih površin.
Največje akumulacijsko jezero v Sloveniji je Ptujsko jezero.